# Siphonops paulensis
Siphonops paulensis és una espècie d'amfibis gimnofions de la família Caeciliidae. Habita a l'Argentina, Bolívia, Brasil i Paraguai. Els seus hàbitats naturals inclouen boscos secs tropicals o subtropicals, sabanes seques i humides, prades a baixa altitud inundades temporalment, plantacions, jardins rurals, àrees urbanes i zones prèviament boscoses ara molt degradades.